# Javier Dotú
Francisco Javier Dotú Sanjuan es un escritor y actor español, nacido en Zaragoza en 1943.

## Biografía
Educado en Barcelona, con apenas 12 años empezó a aparecer en pequeños papeles infantiles en varias películas. En 1957 se matriculó en Interpretación en la Escuela Superior de Arte Dramático de Barcelona, pero allí al mismo tiempo descubrió su afición literaria, empezando a escribir sus propias obras. A mediados de la década de los 60 empezó a compaginar el teatro y la televisión con el doblaje cinematográfico de films extranjeros en los estudios de Voz de España. Su maestro fue José Luis Martínez Sansalvador. En 1971 se trasladó a Madrid, participando en varios programas de RTVE y ampliando su carrera como actor de doblaje con varias series televisivas que darán mayor popularidad, especialmente doblando a Paul Michael Glaser en Starsky y Hutch en 1977. En 1983 dobló a Alan Alda en la serie M*A*S*H, y en 1990 a Kyle MacLachlan en la serie Twin Peaks, convirtiéndose así en la voz habitual de ambos actores en Madrid. Otros "fijos" cinematográficos fueron: Al Pacino y Kevin Spacey. Además, también ha doblado a actores como Alan Alda, Dustin Hoffman, Warren Beatty, James Woods, Gene Wilder, Peter Sellers, Joe Mantegna, Dudley Moore, Rupert Graves, Pierce Brosnan, Jeff Bridges, Dan Aykroyd, Jean-Paul Belmondo, Jack Nicholson, entre otros. 
Entre sus trabajos más destacables para cine, podría ser: Al Pacino en "El padrino", Dustin Hoffman en "Lenny", Peter Sellers en "¿Teléfono rojo? volamos hacia Moscu", Alan Alda en "Delitos y faltas", Dan Aykroyd en "Paseando a Miss Daisy", Nigel Terry en "Excalibur", Alain Delon en "El silencio de un hombre", Jeff Bridges en "Tron", Kevin Spacey en "L.A. Confidential", etc.. Ha participado en más de 1000 doblajes. 
Él iba a ser el elegido para doblar a Jack Nicholson en la película "El resplandor (película)", de Stanley Kubrick. Tras haber pasado pruebas -quienes también probaron para el papel Manuel Cano García y Luis Porcar-, Dotú resultó ser el escogido. Sin embargo, Kubrick decidió que el papel lo doblaría Joaquín Hinojosa, ya que, es ese entonces, se encontraba haciendo en el teatro "Macbeth". Al final, se convirtió en uno de los doblajes más polémicos de la historia del doblaje por la discutible selección de los actores principales para doblarlos. 
En sus trabajos como director y ajustador de doblaje, puede destacarse los siguientes: "Dances with Wolves", "JFK (película)", "American Psycho (película)", "Un mundo perfecto (película)", "Liberad a Willy", etc.. 
Paralelamente a su trabajo como actor y adaptador de doblaje, Dotú desarrolló una carrera como escritor a partir de la década de los 90. Entre sus obras destacan: Origen y significado de los nombres de los pueblos de la Comunidad de Madrid, Diccionario escatológico de necesidades perentorias, El actor de doblaje y Diccionario de términos y anécdotas teatrales. Los más recientes son: "Historia del doblaje español", en la que repasa la historia del doblaje. Y la novela "El Tinglado de la antigua farsa". También ha ejercido como profesor de doblaje y locución publicitaria, siendo de los pioneros en enseñar el arte del doblaje.
Estuvo casado con la actriz Rosa María Sardá y con la también actriz -ya fallecida-, Mara Alonso.

## Número de doblajes de actores más conocidos
- Voz habitual de Alan Alda (en 22 películas).
- Voz habitual de Kevin Spacey (en 20 películas).
- Voz habitual de Kyle MacLachlan (en 15 películas).
- Voz habitual de Al Pacino (en 15 películas).
- Voz de megafonía del Metro de Madrid.
- Voz de Blas en  Barrio Sésamo.
- Voz del rey Luis XIII de Francia en D'Artacan y los tres mosqueperros.
- Caballero Naviero en La vuelta al mundo de Willy Fog.

## Demanda contra Manu Chao
Junto con la locutora de RNE María Jesús Álvarez, Javier Dotú presentó una demanda contra Manu Chao por vulnerar los derechos de propiedad intelectual al utilizar la grabación del metro para el álbum “Próxima estación... Esperanza”. Las voces de Dotú y Álvarez anuncian por megafonía las estaciones en el Metro de Madrid.
Manu Chao ha tenido que compensar económicamente a ambos y escribir y firmar un texto de disculpa.